# Cyklopisk mur

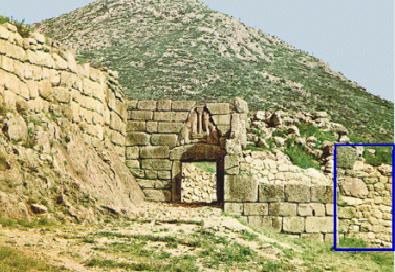
Skillnaden mellan cyklopisk mur (inom den blå rektangel) och andra murarter

Cyklopisk mur, (cyklopmur eller pelasgisk mur), är ett murverk av stora, råhuggna stenar av oregelbunden form.
Pelasgiska murar kallas de kvarlevor av stadsmurar och konungaborgar i Grekland, 
Mindre Asien och Italien, som härstammar från tiden före 1000 f.Kr. och är exempel på verk av grekisk (pelasgisk) byggnadskonst.
Dessa jättemurar är utan hjälp av något bindemedel hopfogade av stora, råa, månghörniga stenblock (varför de även kallas polygonmurar).
De mest berömda exemplen på cyklopmurar hittas i murarna i Mykene och Tiryns, och stilen är karakteristisk för mykenska befästningar. Liknande byggnadsstilar finns i andra kulturer. Termen cyklopmur kommer från den grekiska tron att de mytiska cykloper uppfört murarna. Bara de hade styrkan att rubba de enorma stenblocken som utgjorde murarna vid Mykene and Tiryns.

## Gammal definition
Harry Thurston Peck, delade 1898 in cyklopmurar i fyra kategorier:
1. murar med obearbetade stenar av olika storlek där mellanrummen fylls ut med små stenar
2. murar med polygonala stenar som går i varandra med precision
3. tredje typen inkluderar byggnadssätt som i Fokis, Boiotien och Argolis. Stilen kännetecknas av att stenarna läggs i skift, med stenar i olika storlek, men oftast i samma höjd (även murarna i Mykene, Lejonporten och Atreus räknas hit)
4. fjärde stilen karakteriseras av horisontella skift, inte alltid av samma höjd, men av stenar som alla är rektangulära. Stilen är vanlig i Attika.

Denna definition är numera föråldrad och arkeologerna brukar inkludera första, och möjligen andra och tredje, till cyklopmurarna. Den fjärde stilen, en mur av regelmässigt huggna, jämnhöga rektangulära stenar, kallas numera för kvadermur.